# ARGUS-IS
Автономна система загального наземного спостереження в режимі реального часу (ARGUS-IS) (англ. Autonomous Real-Time Ground Ubiquitous Surveillance Imaging System) є проектом Агентства передових оборонних дослідницьких проектів (DARPA), що реалізується за контрактом з компанією BAE Systems. Ім'я ARGUS відсилає до всевидющого Аргуса, велетня в грецькій міфології.
ARGUS - це сучасна система камер, яка використовує сотні камер мобільних телефонів об'єднаних в єдиний пристрій для фільмування та автоматичного відстеження кожного рухомого об'єкта в межах 15 квадратних миль, що приблизно є 36 квадратних кілометрів.

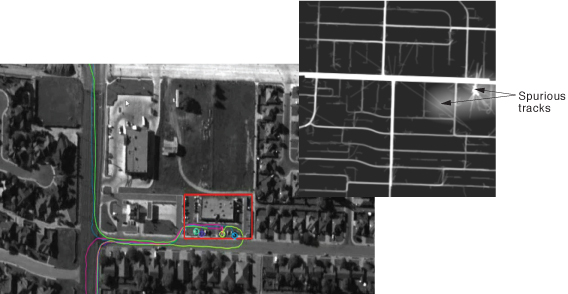
(ліворуч) Перспектива дозволяє аналітикам автоматично відстежувати окремі транспортні засоби. У цьому сценарії транспортний засіб відстежується після зустрічі в передбачуваному безпечному місці (червоне поле), коли він рухається (зелена лінія) до іншої будівлі. (вгорі) Перспективи можуть виокремити дорожню мережу з потоку транспорту і показати рух транспортного засобу на «тепловій карті», що відображає щільність руху, щоб автоматично визначити, чи змінюється схема руху. Помилкові сліди можуть бути спричинені відблисками сонячного світла та іншими факторами.

ARGUS - це система постійного й автоматичного спостереження на великій території, яка дозволяє одній камері надавати настільки детальне відео, що користувачі можуть збирати дані про «образ життя» і відстежувати окремих людей у кадрі в будь-якій точці в межах поля зору камери. Для своєї роботи вона використовує повітряні засоби (пілотовані літаки, дрони, дирижаблі, аеростати), які постійно перебувають у повітрі й записує відео на площі 36 квадратних миль з достатньою деталізацією, щоб відстежувати окремих пішоходів, транспортні засоби або інші об'єкти, що становлять інтерес, доки повітряний засіб кружляє над ними. Програмне забезпечення для автоматичного відстеження об'єктів під назвою Persistics від Ліверморської лабораторії Лоуренса дозволяє користувачам автоматично відстежувати кожен рухомий об'єкт у полі зору й створювати геолокаційної хронографії пересування кожного окремого транспортного засобу і пішохода, що робить їх доступними для пошуку за геолокаційним запитом.
Коли ARGUS висить у повітрі довгий час, він відстежує кожну людину і транспортний засіб, що рухається, й фіксує хронологію їх переміщення, дозволяючи судовим слідчим передивлятись і перемотувати відзнятий матеріал, спостерігати за діями будь-кого, кого вони оберуть
Місія програми «Автономна система наземного повсюдного спостереження і візуалізації в реальному часі» (ARGUS-IS) полягає в тому, щоб надати користувачам гнучкі та оперативно реагуючі можливості для пошуку, відстеження і моніторингу подій і діяльності, що представляють інтерес, на безперервній основі в районах, які їх цікавлять. Загальна мета полягає в підвищенні обізнаності та розуміння ситуації, що дозволяє знаходити і фіксувати критичні події на великій території вчасно, щоб вплинути на них. ARGUS - IS надає військовим користувачам можливість постійного спостереження за великими територіями для підтримки тактичної інформаційної картини в динамічному бойовому просторі або міському середовищі.

## Історія
Контракт було укладено наприкінці 2007 року з бюджетом 18,5 млн доларів США та тривалістю 30 місяців.
UH-60 Black Hawk послугував носієм для першого випробувального польоту системи, який у висновку був оголошений BAE успішним у лютому 2010 року.
На початку 2014 року ARGUS-IS отримала початкову операційну спроможність (англ. initial operating capability) у ВПС США в рамках програми Погляд Горгони. На той момент система була доведена до стану, що дозволило MQ-9 Reaper оглядати територію площею 100 км2 (39 кв. міль). 

## Технічні характеристики

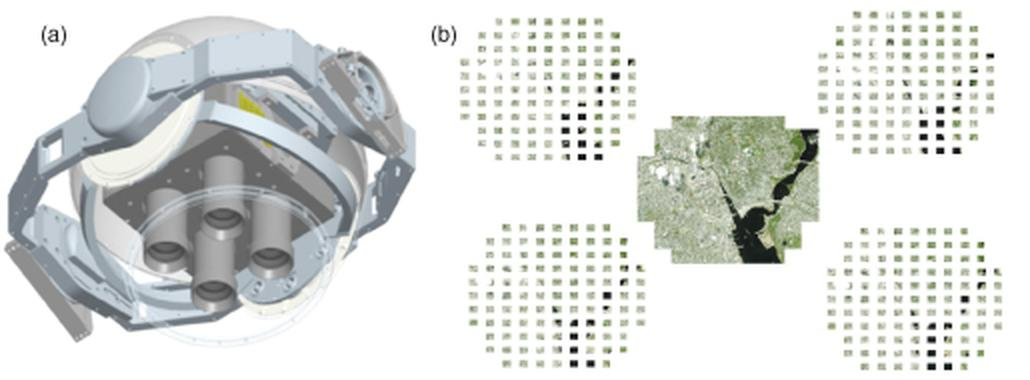
(a) Автономна система наземного повсюдного спостереження в реальному часі (ARGUS-IS) має чотири стабілізовані об'єктиви (телескопи), які разом використовують 368 5-мільйонних камер мобільних телефонів з роздільною здатністю 5 мільйонів пікселів. (b) Мозаїка з 368 окремих зображень зшивається разом, утворюючи одне ширококутне безшовне зображення, з якого можна виділити деталі.

Три основні компоненти ARGUS-IS - це відеосистема з роздільною здатністю 1,8 гігапікселя і дві підсистеми обробки даних, одна з яких знаходиться в повітрі, а інша - на землі 
Швидкість збору відеосигналу ARGUS-IS, яка становить 12 герц (кадрів в секунду), значно вища, ніж у попередніх систем, які працюють на частоті 2 герц. ARGUS-IS складається з 368 камер з роздільною здатністю близько 5 мільйонів пікселів кожна, ідентичних тим, що використовуються в мобільних телефонах. Камери працюють разом за чотирма високоякісними телескопічними об'єктивами.
Система може виробляти один ексабайт відео високої чіткості на день. 

## Дивіться також
- Погляд Горгони